# 安國樂
安国乐源自中亚古国安国，曾是隋朝九部乐和唐朝十部乐的组成部分。隋七部乐、唐九部乐作 “安国伎”。
南北朝时期流行于粟特人聚居区安国。安国故址在今中亚乌兹别克斯坦布哈拉附近，为自河西走廊西迁的“昭武九姓”所立城邦国之一。魏太武帝时，北魏灭北燕（436年），其乐传入内地，称安国乐。隋炀帝将其收进九部乐，隋、唐时入燕乐。歌曲有《附萨单时》，舞曲有《末溪》，解曲有《居和祗》。樂器有箜篌、琵琶、五弦琵琶、橫笛、簫、篳篥、双篳篥、和鼓、正鼓、铜钹，乐工十二人，舞者二人。